# Ricardo Primata
Ricardo Primata é um guitarrista brasileiro. Considerado um virtuose do instrumento, em 2012 foi incluído na lista dos 74 mestres brasileiros da guitarra e do violão pela Rolling Stone Brasil.

## Discografia
- 2004 - "Ritmia" (com a banda Ritmia)
- 2005 - "Visões" (EP)
- 2006 - "Slow" (EP - com a banda Slow)
- 2006 - "O Grito" (EP - com a banda Luner)
- 2009 - "Espelho da Alma"
- 2013 - "Espelho da Alma" (Re-edição Especial, com mais 4 faixas)
- 2017 - “Lágrima Doce”

Participação em Outros Projetos
- 2010 - CD Vile Veil da banda Minus Blindness. Ricardo Primata participa da música "Rising of a Red Sun" (faixa 11).